# Sinningia incarnata
Sinningia incarnata là một loài thực vật có hoa trong họ Tai voi. Loài này được (Aubl.) D.L.Denham miêu tả khoa học đầu tiên năm 1974.